# Fornebu
Koordinaten: 59° 54′ 1,1″ N, 10° 37′ 25,9″ O

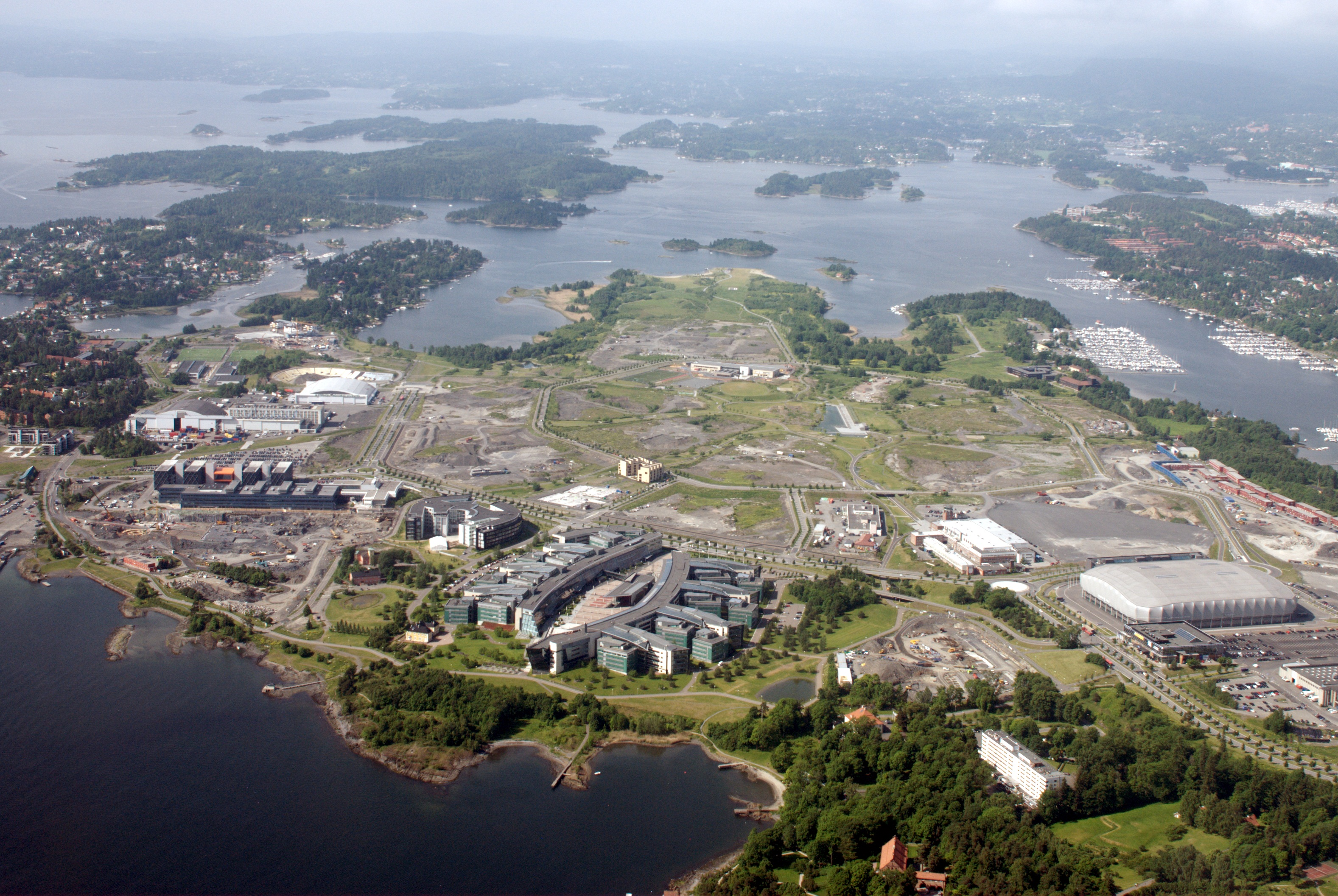
Luftbild der Halbinsel Fornebu

Fornebu ist eine Halbinsel zwischen Lysaker und Snarøya auf dem Gemeindegebiet von Bærum in Norwegen.
Fornebu liegt zwischen dem Lysakerfjord und dem Holtekil-Fjord; im Süden schließt sich die Halbinsel Snarøya an. Im Norden von Fornebu befindet sich das denkmalgeschützte Fonebu-Herrenhaus (Fornebu hovedgård).
Der Name Fornebu setzt sich etymologisch zusammen aus dem norwegischen männlichen Namen Forni (der Alte) und dem Wort búð aus dem Altnordischen, was so viel wie Bude bzw. einfacher Wohnsitz oder Aufenthalt bedeutet.
Auf Grund der unmittelbaren Nähe zu Oslo handelt es sich um ein industriell stark genutztes Gebiet. Auch nach der Schließung des ehemals hier gelegenen Flughafens Oslo-Fornebu haben große Fluggesellschaften weiterhin ihren Sitz auf Fornebu.
Fornebu wird heute hauptsächlich als Wohnsiedlung sowie als Industrie- und Gewerbegebiet genutzt. Nach Schließung des Flughafens begann ein Großprojekt zur Ansiedelung von Unternehmen der Informationstechnologie und Telekommunikation. Als größtes Unternehmen hat Telenor hier seinen Sitz. Die Fußball- und Veranstaltungshalle Telenor Arena, in der der Eurovision Song Contest 2010 stattfand, befindet sich ebenfalls auf Fornebu.
Im Mai 2018 wurde in Fornebu die Snowboard und Ski Wettkämpfe der Osloer X Games ausgetragen.